# Vetenskapsåret 1924

## Händelser

### Astronomi
- 31 januari – Asteroiden 1056 Azalea upptäcks.
- 30 december – Edwin Hubble slår fast att det finns andra galaxer än bara Vintergatan.

### Teknik
- Februari – John Logie Baird skickar rudimentära TV-bilder över en kort sträcka.[1]
- 5 februari - Tidssignaler varje timme från Royal Greenwich Observatory börjar sändas över radio.

## Pristagare
- Copleymedaljen: Edward Albert Sharpey-Schafer
- Darwinmedaljen: Thomas Hunt Morgan
- Ingenjörsvetenskapsakademien utdelar Stora guldmedaljen till Johannes Ruths
- Nobelpriset: [2]
  - Fysik: Manne Siegbahn
  - Kemi: Inget pris utdelas
  - Fysiologi/medicin: Willem Einthoven
- Wollastonmedaljen: Arthur Smith Woodward [3]

## Födda
- 20 november – Benoît Mandelbrot, matematiker, grundläggare av den fraktala geometrin.

## Avlidna
- 2 december – Hugo von Seeliger, 75, tysk astronom.

### Fotnoter
1. ↑  ”Landmark Dates”. British TV History. Arkiverad från originalet den 6 maj 2007. https://archive.is/20070506033602/http://www.tvhistory.btinternet.co.uk/html/landmark.html. Läst 12 oktober 2010.
2. ↑  ”Nobelpriset”. http://nobelprize.org/nobel_prizes/lists/all/index.html. Läst 10 april 2011.
3. ↑  ”Geological Society”. Arkiverad från originalet den 5 juni 2011. https://web.archive.org/web/20110605102217/http://www.geolsoc.org.uk/gsl/society/history/page750.html. Läst 14 april 2011.